# Paulino Vázquez
Paulino Vázquez Vázquez (Vilanova dos Infantes-Celanova, 1962) és un poeta gallec.
L'any 1972, una vegada que els seus pares tornen de l'emigració, passa a viure a Vigo. Es llicencia en filologia galegoportuguesa a la Universitat de Santiago. Des de l'any 1985 treballa en l'ensenyament secundari i des del 1987 resideix a Compostel·la. Considerat com un poeta de la Xeración dos 80, destaca per l'acurat cultiu de la da intertextualitat.
Entre la seva obra poètica destaquen els llibres següents: Perdendo o tempo que fuxe como Xoan Sebastian Bach (1983), Seixo de desfacer entre os dedos (1985), Aquí podían ser os pés de arxila (1992), Un áspero tempo de caliza (1994), A Experiencia inglesa poesia (1998) i (V. W., 1941) (2002).